# In Paris: The ORTF Recordings
In Paris: The ORTF Recordings ist ein Jazzalbum, das unter dem Namen von Larry Young erschien und zwischen Dezember 1964 und Februar 1965 in Paris in den ORTF-Studios aufgenommen und 2016 bei Resonance Records in Kooperation mit dem französischen Institut national de l’audiovisuel (INA) veröffentlicht wurde. Die zuvor unveröffentlichten Sessions mit Larry Young, die während eines kurzen Aufenthalts in Paris von Dezember 1964 bis Februar 1965 gemacht wurden, entstanden, kurz bevor er ab März 1965 sein Blue Note-Alben Unity aufnahm. So fangen diese Mitschnitte den Organisten in einer Phase ein, als er dabei war, sich von den Hardbop-Anfängen zu lösen und sich der Avantgarde zuzuwenden. „In den 1960er Jahren schien es zunächst nur eine Möglichkeit zu geben, Jazzorgel zu spielen, aber Larry Young änderte alles“, schrieb die Londoner Times. „Es war ein kühner Schritt, von den Soul-Jazz-Predigten von Jimmy Smith abzuweichen, doch der weniger perkussive Stil von Young stand im Einklang mit den Veränderungen des Jazz.“ Diese Mitschnitte zeigen Larry Young im Wesentlichen in drei verschiedenen Bands, darunter Young mit dem Quartett von Nathan Davis, einem Trio mit europäischen Musikern und einem All Star-Ensemble.

## Hintergrund
„So spannend sie auch waren, es ist bekannt, dass die sechziger Jahre nicht die besten Jahre waren, um vom Jazz in Amerika zu leben“, schrieb Peter Jones. „Wie viele seiner Zeitgenossen unternahm auch der 23-jährige Larry Young eine Atlantiküberquerung und lebte 1964/65 in Paris, als diese nie zuvor veröffentlichten Aufnahmen gemacht wurden, die meisten davon in den Studios des Office de Radiodiffusion Télévision Française (ORTF). Und nachdem sie ausgestrahlt worden waren, blieben sie dort versteckt und perfekt erhalten, bis sie im Jahr 2012 vom Resonance-Records-Produzenten Zev Feldman ausgegraben wurden.“
Der junge Woody Shaw spielte bei diesen Aufnahmesessions in Paris eine wichtige Rolle, zumal er und Larry Young (nur vier Jahre älter als er) in Newark zusammen aufgewachsen waren. Shaw war 1964 nach Paris gereist, um mit dem Holzbläser Eric Dolphy in der Hausband des Jazzclubs Le Chat Que Pêche zu arbeiten. Der tragische, vorzeitige Tod Dolphys am 29. Juni 1964 in Berlin erzwang jedoch eine Änderung seiner Pläne. Der Tenorsaxophonist Nathan Davis, der damals in Paris lebte, wurde gebeten, eine neue Band für den Club zu gründen. Er behielt Shaw in der Aufstellung, und der Trompeter setzte sich erfolgreich für Larry Young und den Schlagzeuger Billy Brooks ein, den er von Newark, New Jersey, her kannte, als er aus den USA geholt wurde, um die neue Gruppe zu vervollständigen. Dieses Quartett spielte unter Davis’ Führung einige Monate in Paris, bevor Young und Shaw in die USA zurückkehrten und wenig später das Album Unity einspielten. Es ist dieses Quartett, das in die Studios von Radio-Television France ging und die meisten Titel auf Disc 1 eingespielt hat.
Nach ihrer Aufnahme wurden diese Mitschnitte einmal im französischen öffentlich-rechtlichen Rundfunk gesendet und dann für Jahrzehnte archiviert. Später entdeckte der Produzent Zev Feldman von Resonance Records zusammen mit den ausführenden Produzenten Michael Cuscuna und George Klabin diese Mitschnitte im Institut National de audiovisual of France (INA), dem Archiv der Sender Radiodiffusion-Télévision Française (RTF) und ORTF, die einen wichtigen Teil von Youngs Entwicklung als Spieler dokumentieren.
Resonance Records, das sich auf das Auffinden historischer, oft nicht gehörter Aufnahmen spezialisiert hat, arbeitete mit den ORTF-Archiven zusammen, um diese Bänder zu finden. Die zwei CDs (oder Limited-Edition-LPs) bieten unverfälschten Sound  aus den ORTF-Studios in Paris und bei einer Jazz-Preisverleihung im La Locomotive, wo Young als Sideman mit dem Saxophonisten Nathan Davis auftrat, der Formation Jazz-A-Champs-Élysées und mit seinem eigenen Klaviertrio.
Zu der erweiterten Allstar-Band Jazz aux Champs-Élysées, die vom Pianisten, Produzenten und Radiomoderator Jack Diéval aufgestellt wurde, gehörten neben Diéval der Trompeter Sonny Grey, der Saxophonist Jean-Claude Fohrenbach, der italienische Schlagzeuger Franco Manzecchi und der Conga-Spieler Jacky Bamboo. Sie trägt drei Stücke bei.
Interviewt wurden für die Begleittexte der Edition André Francis, Bill Laswell, John Medeski, Dr. Lonnie Smith, Nathan Davis. Die Liner Notes schrieben Jack Bruce, John Koenig, John McLaughlin, Larry Young III, Pascal Rozat und Woody Louis Armstrong Shaw III.

## Titelliste

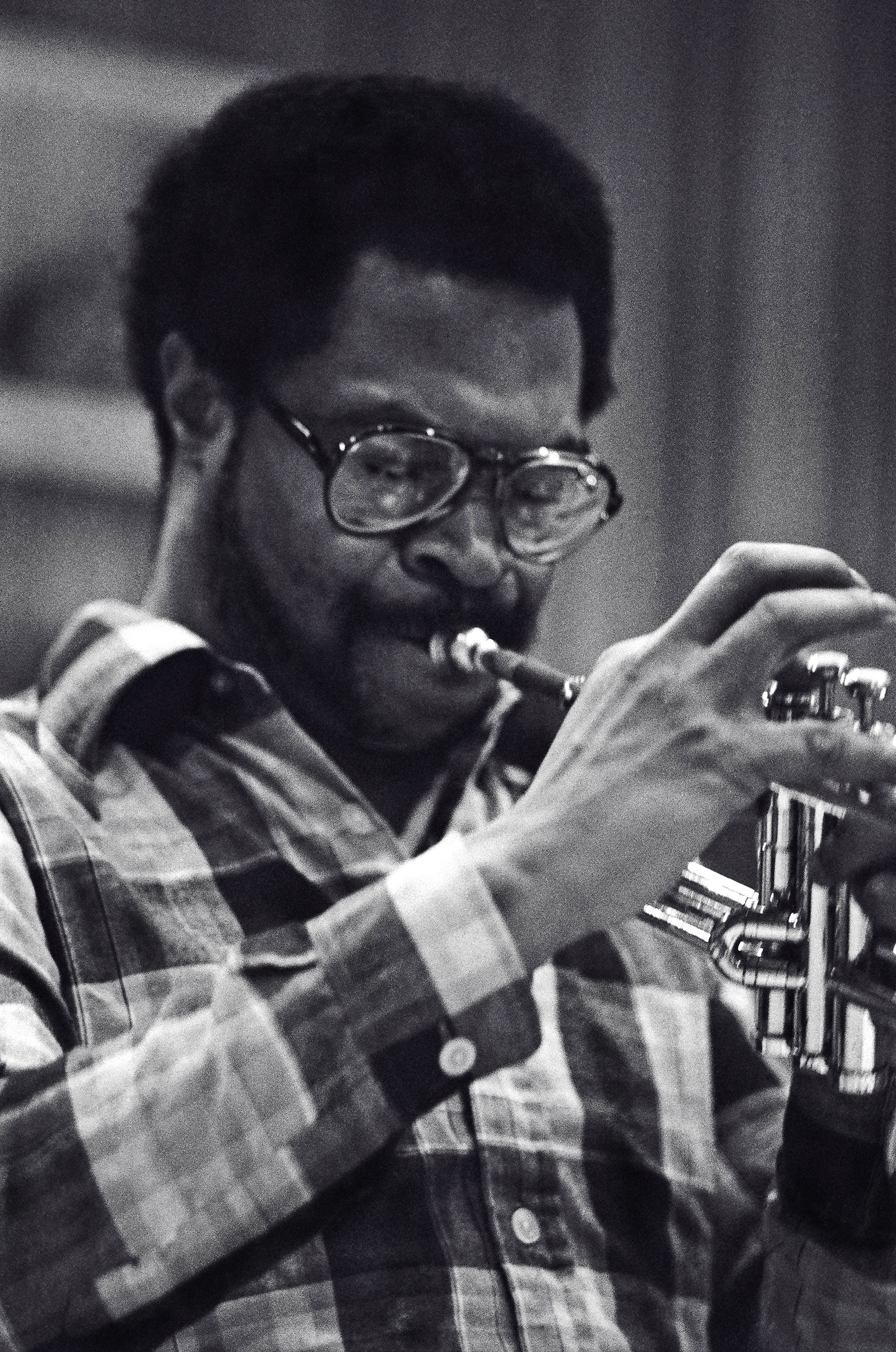
Woody Shaw

- Larry Young: In Paris: The ORTF Recordings (Resonance Records HCD-2022)

CD 1
1. Trane of Thought (Nathan Davis) 6:46
2. Talkin’ About J.C. (Larry Young) 14:53
3. Mean to Me (Fred Ahlert, Roy Turk) 4:12
4. La Valse Grise (Jack Diéval) 16:09
5. Discothèque (Jack Diéval) 10:43

CD 2
1. Luny Tune (Larry Young) 4:36
2. Beyond All Limits (Woody Shaw) 7:36
3. Black Nile (Wayne Shorter) 13:59
4. Zoltan (Woody Shaw) 20:31
5. Larry’s Blues (Larry Young) 6:13

## Die Paris-Sessions 1964/65
- 8. Dezember 1964: Jazz Aux Champs-Elysees All-Stars – Woody Shaw, Sonny Grey, Nathan Davis, Jean-Claude Fohrenbach, Larry Young, Jack Dieva, Franco Manzecchi, Jacky Bamboo.

Talkin’ about J.C., La Valse Grise, Discotheque
- 8. Dezember 1964: Larry Young Trio – Larry Young (org), Franco Manzecchi (dr), Jacky Bamboo (cga)

Mean to Me, Luny Tune
- 22. Januar 1965: The Nathan Davis Quartet – Woody Shaw (tp) Nathan Davis (ts) Larry Young (org) Billy Brooks (dr)

Trane of Thought, Beyond All Limits
- 29. Januar 1965: Larry Young Trio – Larry Young (p), Jacques B. Hess (kb) Franco Manzecchi (dr)

Larry’s Blues
- 9. Februar 1965: The Nathan Davis Quartet – Woody Shaw (tp), Nathan Davis (ts), Larry Young (org), Billy Brooks (dr). Rundfunk-Livemitschnitt vom Wettbewerb der Académie du Jazz, La Locomotive, Paris.

Buck Nile, Zoltan

## Rezeption
Marc Corroto schrieb in All About Jazz: „Die Bedeutung dieser Musik wird durch die Reifung von Youngs Ansatz bestimmt, da diese Sessions, die 1964 und 1965 aufgezeichnet wurden, die Vorläufer für sein Meisterstück, der Blue-Note-Session Unity (1965) mit Joe Henderson, Elvin Jones und dem hier auftretenden Teenager-Trompeter Woody Shaw waren. Das Nathan Davis Quartet spielt eine zwanzigminütige Live-Version von Shaws ‚Zoltan‘, einem Stück, das aus dieser Unity-Session berühmt geworden ist. Das Stück erlaubt den Solisten, sich auszudehnen. Davis’ Tenor zündet Shaws Solo, bevor Young mit Billy Brooks’ Schlagzeug abhebt. Während Organisten vor Young einen klobigen Soulklang lieferten, veranlasste Young seine Zuneigung zu John Coltranes Quartett, seine Orgel an McCoy Tyners akustischen Ansatz anzupassen.“ Die erste Disc enthalte auch Kompositionen von Young, die für Blue Note aufgenommen wurden, darunter „Talkin 'About J.C.“, „Luny Tune“ und „Beyond All Limits“. Die All-Stars-Band Jazz aux Champs-Élysées stelle eine Pause für die solistischen Ausflüge des Organisten dar; „aber es ist ein Beweis dafür, dass er sogar als Begleiter Akzent setzen könnte.“ Die zweite CD ende mit „Larry's Blues“, einem selten gespielten Klavierstück. Der Sound von Young könne hier leicht mit einer Mischung aus Thelonious Monk und McCoy Tyner verglichen werden. Auch die Klangqualität, vor allem die der Studiotermine, sei ausgezeichnet, was dieses Material „zu einem seltenen und ach so wertvollen Fund macht.“

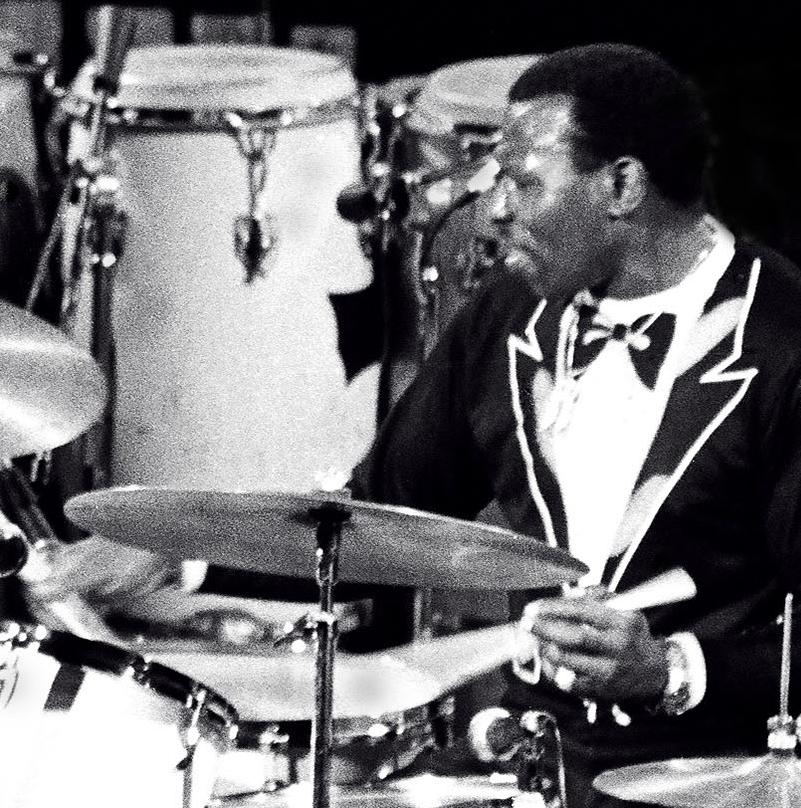
Elvin Jones (1977)

Fred Kaplan meinte in der Zeitschrift Stereophile, wenn dies nicht im Jazz der Archivfund des Jahres sei, „kann ich nicht auf den Schatz warten, der ihn übertrifft“. In Paris: The ORTF Recordings sei „umwerfend und faszinierend“; Young zeige sich „als moderner Innovator an der Hammond B-3-Orgel.“ Die Mitschnitte dokumentierten „die bereits begonnene Innovation. Young ist mehr Vorreiter, seine Soli sind ausgefeilter und kühner als die der zukünftigen Blue-Note-[Aufnahmen], die seinen Sidemen mehr Bedeutung verliehen“, zu welchen Elvin Jones, Joe Henderson, Sam Rivers, Hank Mobley und Woody Shaw gehörten.
Kaplan geht besonders auf Woody Shaws Spiel ein; dies „schlägt mit ekstatischem Antrieb und einer unglaublichen Post-Bop-Virtuosität ein, die zu seinen schönsten Stunden zählt – und er setzte Dutzende von sehr schönen Stunden.“ Hervorhebenswert von den zehn Tracks der ORTF-Aufnahmen sei die „14-minütige Exkursion durch Wayne Shorters ‚Black Nile‘, den ich als Höhepunkt des Albums herausstellen würde“, übertroffen höchstens „durch den 20-minütigen Feuersturm auf Shaws ‚Zoltan‘“, die laut John Fordham besser sei als die Version von Larry Youngs Unity, seinem berühmtesten Blue Note-Album, die später im selben Jahr aufgenommen wurde. Grund zur Verwunderung gab auch die Klangqualität dieser Discs; sie sei außergewöhnlich gut: „Die Hörner dynamisch und lebendig, das Schlagzeug-Kit knistert, die [Hammond-]B3 weht mit Luft. Die LPs, die von Bernie Grundman aus hochrangigen digitalen Dateien gemastert und bei RTI auf 180-Gramm-Vinyl gepresst wurden, geben mehr Platz um die Hörner. Die CDs fangen etwas mehr vom Schlagzeug ein.“ Der Autor resümiert: „Dieses Album zeigt, was möglicherweise ihr größte Werk ist.“
John Fordham (The Guardian) vergab an das Album vier (von fünf) Sterne und schrieb: „Die Höllenfeuer-Prediger-Manierismen, die Stars wie Jimmy Smith populär gemacht haben, haben die Persönlichkeit der Hammond-Orgel im Jazz oft dominiert – nicht jedoch beim Hammondorgelspieler Larry Young der 1960er/70er Jahre.“ Fordham hebt besonders Trumpeter Woody Shaws Spiel und Nathan Davis „unerschrockene Tenorsax-Robustheit“ hervor, die sich vermischen „mit einer Serie atemberaubender Young-Improvisationen – verwirrend und schrullig auf ‚Trane of Thought‘, schlank dann auf Wayne Shorters ‚Black Nile‘, rasend heftig auf dem Monk-artigen ‚Larry's Blues‘. Der vorherrschende Stil ist ein erdiger, früher Coltraneischer Hard-Bop, und es gibt lange Prozessionen von Soli – aber die elegant rücksichtslosen Improvisationen von Young heben diese Musik in eine andere Liga.“

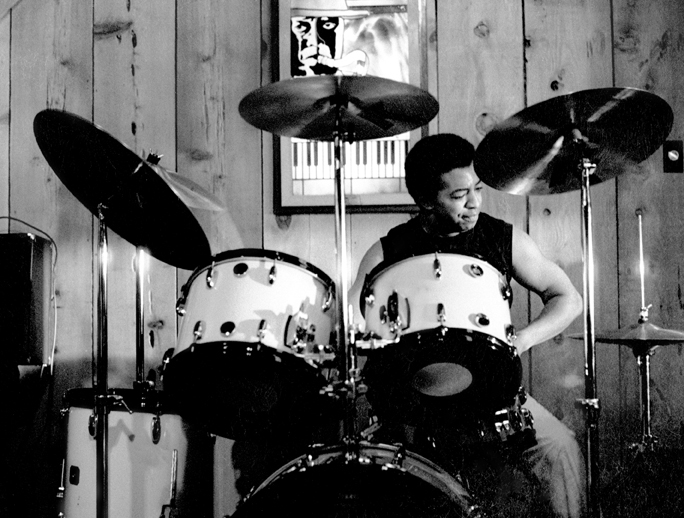
Tony Williams 1986

Stefan Hentz meinte in jazz thing: „In den 1950er- und 60er-Jahren des vergangenen Jahrhunderts sei Paris die gelobte Stadt, ein Fluchtpunkt für afroamerikanische Jazzmusiker, die hier Anerkennung fanden, eine florierende Clubszene, ein aufnahmebereites Publikum. Und mit dem ORTF gab es eine Rundfunkanstalt mit engagierten Produzenten, die ihren Ehrgeiz darin setzten, dem französischen Publikum die neuesten Neuigkeiten des Jazz brandheiß vorzuspielen. Eine solche Neuigkeit war 1965 auch der Organist Larry Young, ein Musiker, der den modalen Jazz von John Coltrane und McCoy Tyner auf die Hammondorgel übersetzte und sein Instrument auf die Höhe der Zeit brachte.“ Die nun erstmals veröffentlichten Mitschnitte schlössen eine Lücke, so der Autor; „Sehr schön lässt sich nachhören, wie ein Monolith unter den Musikern an den Gitterstäben seiner Musik rüttelt, bevor er wenig später – nach einigen Sessions mit der Band von Miles Davis – seine Freiheit in der Tony Williams Lifetime findet, mit der er um das Jahr 1970 herum sein eigenes Stück Jazzgeschichte schreibt.“
Britt Robson ordnete in seinem Beitrag für JazzTimes die Pariser Mitschnitte historisch ein: „In diesen europäischen Sessions der 1960er-Jahre wurde der Organist Larry Young in einer fruchtbaren Mitte seiner tragisch kurzen Karriere festgehalten: Neben den offensichtlichen Einflüssen von Jimmy Smith durch sein frühes Material für Prestige, aber noch nicht in der kosmischen Avantgarde-Jazz-Rockbahn, mit der er später eingesetzt werden würde in Tony Williams’ Lifetime, bei Jams mit Jimi Hendrix oder auf kriminell unterschätzten Scheiben wie seinem Prog-Fusion-Edelstein Lawrence of Newark.“
Nach Ansicht Robsons zeigten die Kompositionen, die Young später auf verschiedenen Blue Note-Aufnahmen in den 1960er Jahren einsetzte, den starken Einfluss Coltranes darauf, wie Young dessen modale Verfeinerungen aufnahm, und insbesondere die Art und Weise, wie Tranes Pianist McCoy Tyner, die verwendete pentatonische Skala als Plattform für erweiterte Improvisationen nutzte. Als Nathan Davis Quartett lieferten die Musiker „schillernde Versionen von Davis’ ‚Trane of Thought‘ und Shaws ‚Beyond All Limits‘ und ‚Zoltan‘. Insgesamt sei das Album nicht nur für Larry-Young-Fans der Blue-Note-Ära empfohlen, resümiert der Autor, auch für die Anhänger von Woody Shaw, der mit der Leidenschaft eines Wunderkindes spiele.“
Peter Jones schrieb für die London Jazz News: „Es gibt einige großartige Musiker auf dieser Doppel-CD, darunter der 19-jährige Woody Shaw an der Trompete, Nathan Davis am Tenor und Billy Brooks am Schlagzeug.“ Obwohl Larry Young im Titel der Kollektion groß geschrieben wurde, handele es sich nicht um seine Band – es war das Nathan Davis Quartet, und sie sind auf „Trane of Thought“ und „Beyond All Limits“ zu erleben, sowie erweiterte Live-Versionen von Wayne Shorters „Black Nile“ und Shaws fröhlicher Komposition „Zoltan“.
Die anderen Tracks, die vom Jazz Aux Champs Elysées All-Stars Oktett stammen, seien in Bezug auf den Stil „ein faszinierender Übergang“ vom geradlinigen Hardbop zum Groove-basierten Sound, den man mit den Sechziger-Jahren verbindet, so der Autor. „Die Musik belohnt sorgfältiges und wiederholtes Hören. Das meiste davon ist großartig, einige sind etwas unterdurchschnittlich“ (man hätte auf das überlange „Discothèque“ verzichten können, so Jones), „aber alles ist faszinierend und ein Verdienst der unermüdlichen archäologischen Bemühungen von Feldman.“
Matt Collar zeichnete das Album in Allmusic mit 4½ (von 5) Sternen aus und lobte, die ORTF-Aufnahmen seien so etwas „wie ein verlorener Schatz, der wiederentdeckt wurde“. Als Hörerlebnis seien die ORTF Recordings „eine Offenbarung, die den innovativen Young“ und seine Gruppe gleichermaßen junger und talentierter Musiker, darunter der 19-jährige Newark-Trompeter Woody Shaw, präsentiert. Mit ihrem New-Jersey-Hintergrund und der gemeinsamen Liebe zu John Coltrane und den ungarischen Komponisten der Moderne, wie Béla Bartók und Zoltán Kodály, „war dies eine Gruppe von unersättlichen, intellektuellen und hoch kreativen Musikern, die am Rande der Größe standen.“

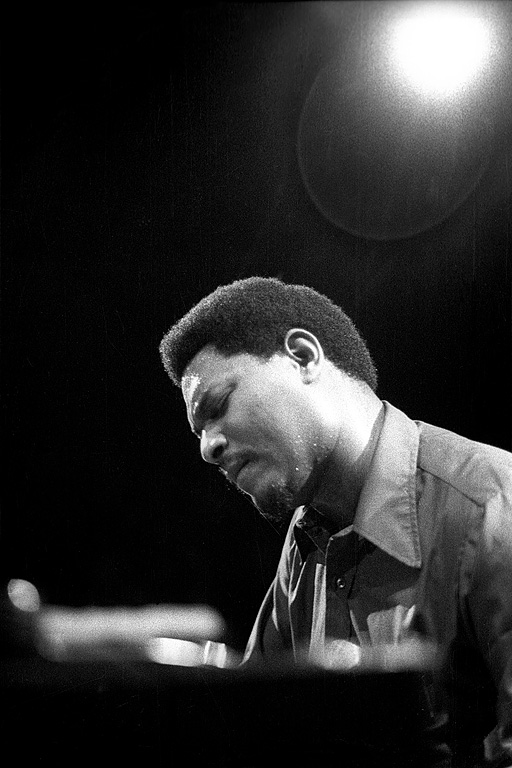
McCoy Tyner (1973)

Während diese Aufnahmen eher ad hoc Charakter hätten als Unity, „kann man deutlich die winkeligen Modalismen und wegweisenden Harmonien hören, die Young und Shaw von Coltrane, dem Pianisten McCoy Tyner und anderen geliehen haben.“ Dies sei besonders deutlich bei den beiden Shaw-Original-Kompositionen „Beyond All Limits“ und „Zoltan“, die beide später für Unity neu aufgenommen wurden. Mitreißend sei auch die Handvoll der Young-Trio-Nummern, darunter sein schwungvoller Umgang mit „Mean to Me“, die zeigten, wie geschickt und erfinderisch der Keyboarder war. Das heiße für Matt Collar, dass auch die weiteren Titel wie „Talkin 'About JC“, „La Valse Grise“ und „Discotheque“, die hier mit einer Gruppe europäischer Musiker aufgenommen wurden, Musterbeispiele für gefühlvollen, harmonisch aggressiven Jazz seien. Letztendlich bieten „The ORTF Recordings“ eine aufschlussreiche Momentaufnahme einer neuen Generation von Jazzmusikern, Young und Shaw, die nach ihrer Pariser Zeit in die Staaten zurückkehren und den Klang des modernen Jazz revolutionieren würden.
George W. Harris schrieb in Jazz Weekly, „zu sagen, dass es sich bei ihrer Apotheose um eine Erleuchtung des modalen Jazz handelt, wäre eine Untertreibung“. Der Mitschnitt sei „ein weiterer toller Fund des Archimedes von Jazzaufnahmen mit dem dritten Heureka-Produkt des Jahres. Bisher.“
Ralph A. Miriello schrieb in der Huffington Post über die Musik des europäischen Ensembles, dem Jazz aux Champs-Elysees All Stars: „Gemeinsam setzen sie sich mit einer fröhlichen Hingabe an Youngs bissiges ‚Talkin’ About J.C.‘.“ Die erweiterte Frontline sei fließend und präzise, da sie die Linien der Melodie navigieren. „Die Soli fließen durchgehend durch. Auf halbem Weg dreht sich der Tenor Fohrenbach mit einem tief melodischen, Getzschen Ton, der von Diévals Klavierkompositionen begleitet wird. Drummer Manzecchi ist herrlich locker und freilaufend, er und Congaspieler Bamboo treiben das Tempo voran. Maestro Young hält die Stellung, während die beiden Percussionisten den Groove seidig glatt halten, mit einem brillanten, unaufdringlichen Comping, der einem Klangteppich ähnelt, der McCoy Tigers Klavierarbeit sehr ähnlich ist. Etwa nach zwölf Minuten haben Diếval und Young einen wunderbaren Ideenaustausch, wobei Larry für die pianistischen Erkundungen von Diếval manchmal führende Basslinien legt.“ Youngs Solo zu diesem Thema sei „vielleicht sein kreativstes des Albums, probierend und erkundet ganz im Rahmen eines tiefen Grooves“.

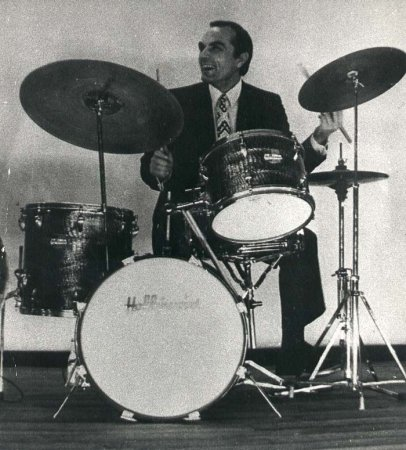
Franco Manzecchi

Die internationale Gruppe fährt fort mit „La valse grise“, einem Lied, das vermutlich vom Bandleader der All Star-Band, Jack Diếval, geschrieben wurde. Der coole Blues-Groove „Diskotheque“ sei eher traditionell. „Young kreiert seinen eigenen Groove mit seiner pedalgetriebenen Walking-Bass-Linie und drückend-schwülem Orgel-Comping. Diếval bietet ein von Martial Solal inspiriertes Pianosolo.“ Der wohl auffälligste Teil dieser international besetzten Sessions sei, so Miriello weiter, „der starke Kontrast in den Spielstilen der Horn- und Holzbläser. Die amerikanischen Spieler stehen viel mehr unter dem Einfluss des Coltrane/Tyner-Erbes als ihre europäischen Kollegen, deren Sound viel mehr im legato, dem tiefstem Ton von Webster, Hawkins und Ellington verwurzelt ist.“ Miriello geht auch auf die zwei Titel ein, die Young im Trio mit dem Congaspieler Jacky Bamboo und dem Schlagzeuger Franco Manzecchi spielte, „Mean to Me“ und der Eigenkomposition „Luny Tune“. Es gäbe hier „eine unmittelbare intuitive Verbindung zwischen Young und Manzecchi, wobei der Drummer dabei besonders eingestimmt sei auf Youngs hochfliegende Explorationen“. Manzecchi reagiere „spielerisch darauf, dass Young an den harmonischen Grenzen des Songs schiebt.“ Auf dem frechen „Luny Tunes“ sei Larry Young am kreativsten: „Er ist immer leicht genug, um seinen Sound entsprechend anzupassen, während er die Richtung ändert, und Manzecchi ihm Schritt für Schritt folgt“, als ob die beiden Musiker im gleichen Geist spielten.
Young auf dem Klavier zu hören sei ein seltenes Vergnügen, so der Autor, „und er spielt brillant im Finale mit dem Titel ‚Larry's Blues‘.“ Begleitet wird er vom französischen Bassisten Jacques B. Hess und dem intuitiven Schlagzeuger Franco Manzecchi, „der erneut der Herausforderung gerecht wird, Youngs Ausflüge vorauszuahnen. Young ist in seiner dissonanten Herangehensweise besonders Monkhaft hält aber immer diesen Groove.“ Miriellos Fazit lautet: Für jeden Schüler der Musik und der Jazzorgel böten die ORTF Recordings „einen seltenen Einblick in die Entwicklung eines wirklich einzigartigen Beherrschers seines Instruments.“.

## Auszeichnungen
Beim Jazz Critics Poll des National Pubic Radio errang das Album in der Kategorie Rara Avis Ende 2016 den ersten Platz, vor All My Yesterdays: The Debut 1966 Recordings at the Village Vanguard vom Thad Jones/Mel Lewis Orchestra und Some Other Time: The Lost Session from the Black Forest von Bill Evans. 2017 wurde das Album von der Jazz Journalists Association für die JJA-Awards in der Kategorie Wiederveröffentlichung des Jahres (Reissue of the Year) nominiert; war dann der – ebenfalls von Resonance Records stammenden – Produktion Some Other Time: The Lost Session from the Black Forest von Bill Evans unterlegen.